# Музей современного искусства (Монреаль)
Монреальский музей современного искусства (фр. Musée d'art contemporain de Montréal) — музей в Монреале, крупнейшем городе провинции Квебек (Канада).

## История
Основан в 1964 году правительством Квебека, стал первым музеем в Канаде, посвящённым исключительно современному искусству, в котором представлены работы, начиная с 1939 года. Открыт в марте 1965 года выставкой работ живописца и графика Жоржа Руо, крупнейшего представителя французского экспрессионизма. В 1983 году музей изменил свой статус, став независимой корпорацией, которой руководит Совет директоров. Прежде чем обосноваться на своём нынешнем месте, музей размещался в трёх разных местах: в торговом комплексе на площади Виль-Мари с 1964 по 1965 год, в замке Дюфрен с 1965 по 1968 год, в Международной художественной галерее Экспо-67 и Сите-дю-Гавр с 1968 по 1992 год.
В 1992 году музей переехал в центр города на площадь Искусств (Place des Arts). Музей является частью крупнейшего культурного комплекса в Квебеке и Канаде, в котором сочетаются перформанс, экспериментальный театр, современные танцы, музыка и изобразительное искусство.

## Коллекция
Музейные экспонаты и временные выставки занимают 8 галерей общей площадью 2500 квадратных метров. Коллекция музея включает более 7 тысяч работ 1500 авторов (из которых 1200 - ныне живущие авторы) из Квебека (60 % всех работ), других провинций Канады, а также из зарубежных стран. В коллекции представлены скульптуры, картины, фотографии, инсталляции и медиаискусство. Изюминкой коллекции являются произведения Поля-Эмиля Бордюа. Представлены также работы Луизы Буржуа, Виктора Вазарели, Джеймса Таррела, Альфредо Джаара, Билла Виолы и многих других известных авторов.

## Руководители музея
- Роберт Гай 1964—1966
- Жиль Эно 1966—1971
- Анри Баррас 1971—1972
- Фернанда Сен-Мартен 1972—1977
- Луиза Летоша 1977—1982
- Андре Менар 1982—1985
- Марсель Бризбуа 1985—2004
- Марк Майер 2004—2009
- Моник Готье (исполняющая обязанности) 2009
- Полетт Ганьон, 2009 -